# Martin Farineaux
Martin Farineaux est un kayakiste français de course en ligne. Il court aussi bien chez les valides que en handisport. Il est né le 13 août 1981 à Lille.

## Carrière
Martin Farineaux remporte la médaille d'argent lors des Championnats du monde de course en ligne (canoë-kayak) 2010 à Poznań (Pologne) en kayak monoplace, les épreuves handisports étant cette fois-ci officiellement au programme.
Il a également remporté une médaille de bronze en Coupe du Monde à Vichy en mai 2011 sur la distance de 200m.
En 2012, il termine 4e au championnat du monde à Poznań et prend la troisième place au championnat d'Europe à Zagreb.